# Lepuix
Lepuix (inoffiziell auch Lepuix-Gy genannt zur Unterscheidung von Lepuix-Neuf; deutsch früher Soda bzw. Soden) ist eine französische Gemeinde im Département Territoire de Belfort in der Region Bourgogne-Franche-Comté.

## Geographie

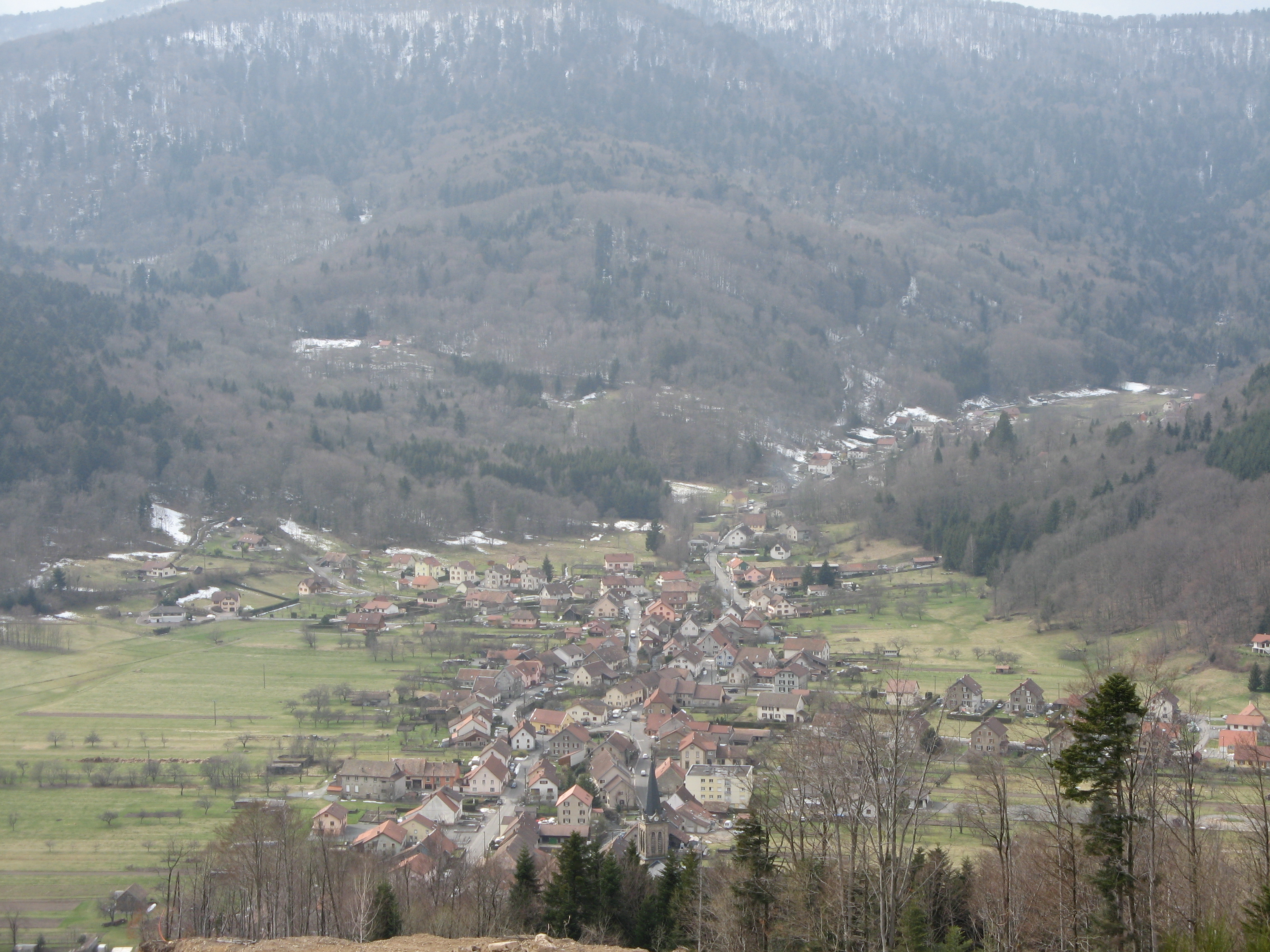
Blick auf Lepuix

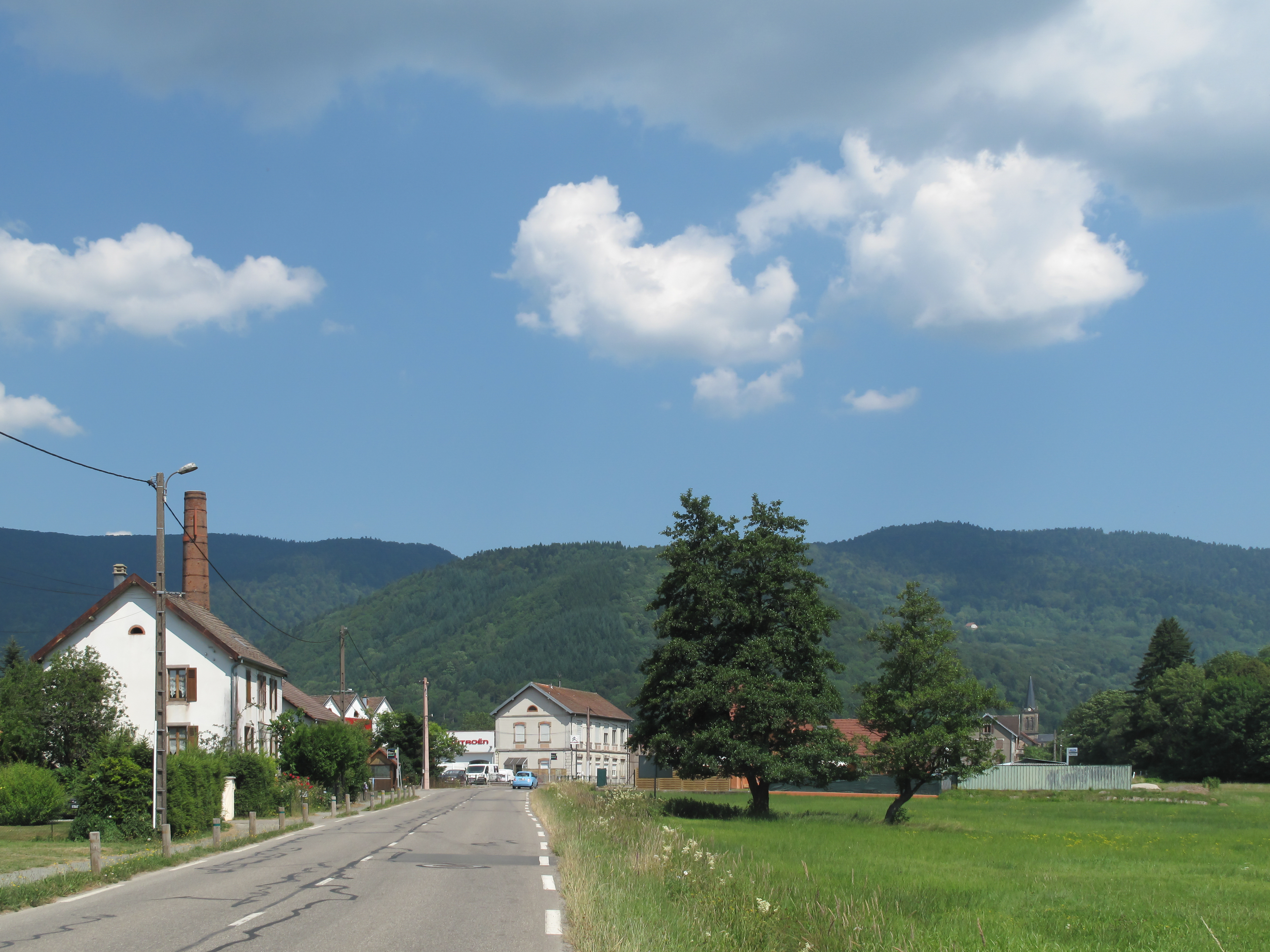
Blick auf Lepuix

Lepuix liegt auf 509 m über dem Meer, zwei Kilometer nördlich von Giromagny und etwa 14 Kilometer nördlich der Stadt Belfort (Luftlinie). Das Dorf erstreckt sich in den Südvogesen, in einer Talweitung am Oberlauf der Savoureuse und an der Mündung der Beusinière, in den nach Süden auslaufenden Ketten des Ballon d’Alsace. Es ist auch Teil des Regionalen Naturparks Ballons des Vosges.
Die Fläche des 29,69 km² großen Gemeindegebiets umfasst einen Abschnitt im Bereich der Südvogesen. Der zentrale Teil des Gebietes wird in Nord-Süd-Richtung von der Talebene der Savoureuse durchquert. Der flache Talboden weist eine Breite von rund einem Kilometer auf, liegt auf durchschnittlich 510 m und wird außerhalb der Siedlungsfläche überwiegend landwirtschaftlich genutzt. Im Süden verläuft die Grenze am Ortsrand von Giromagny, wo die Savoureuse in das Becken von Giromagny am Vogesenfuß hinaustritt.
Die Gemeindefläche umfasst das gesamte obere Einzugsgebiet der Savoureuse. Sie ist stark reliefiert und die überwiegend bewaldeten, meist steilen Hänge werden durch zahlreiche Seitentälchen und Erosionsrinnen untergliedert. Größter Seitenbach auf dem Gemeindeareal ist die Beusinière, die bei Lepuix in die Savoureuse mündet. Die Savoureuse wie auch ihre Nebenbäche überwinden die Höhenunterschiede mit verschiedenen Wasserfällen, darunter die Cascade du Rummel, der Saut de la Cuvotte und der Saut de la Truite. Die umliegenden Berghänge werden an verschiedenen Orten von Felsen durchzogen, wobei als markanteste diejenigen der Roches du Cerf bei der Schlucht von Malvaux hervortreten.
Flankiert wird das Tal auf beiden Seiten von den nach Süden ausgreifenden Bergketten des Ballon d’Alsace. Im Westen trennen die Höhen von Planche des Belles Filles (1148 m), Ballon Saint-Antoine (1124 m), Tête de Demesy (1132 m) und Tête des Fougères (1115 m) die Täler von Savoureuse und Rahin. Im Osten verläuft die Grenze auf den Höhen von Mont Jean (786 m), Mont Rouchon (976 m) und Tremontkopf (1089 m), welche die Wasserscheide zu den Einzugsgebieten von Rosemontoise und Doller bilden. Ganz im Norden erstreckt sich das Gemeindeareal auf die breite, waldlose Kuppe des Ballon d’Alsace, auf dem mit 1244 m die höchste Erhebung von Lepuix erreicht wird.
Zu Lepuix gehören neben dem eigentlichen Dorf mehrere Weiler und zahlreiche Gehöfte, darunter:
- Chauveroche (520 m) im Tal der Beusinière am westlichen Ortsrand
- Malvaux (535 m) im Tal der Savoureuse unterhalb der Talenge von Malvaux
- Les Sapins (1120 m) auf der Südflanke des Ballon d’Alsace

Nachbargemeinden von Lepuix sind Saint-Maurice-sur-Moselle im Norden, Sewen, Riervescemont und Vescemont im Osten, Giromagny und Auxelles-Haut im Süden sowie Plancher-les-Mines im Westen.

## Geschichte
Erstmals urkundlich erwähnt wird Lepuix im Jahr 1347 als Sode. Zunächst im Einflussbereich der Grafen von Montbéliard stehend, gelangte das Dorf Mitte des 14. Jahrhunderts unter die Oberhoheit der Habsburger. Es gehörte damals zur Herrschaft Rosemont. Zusammen mit dem Sundgau kam Lepuix mit dem Westfälischen Frieden 1648 an die französische Krone. Seit 1793 gehörte es zum Département Haut-Rhin, verblieb jedoch 1871 als Teil des Territoire de Belfort im Gegensatz zum restlichen Elsass bei Frankreich.
Seit dem Mittelalter wurden die in der Umgebung von Lepuix zahlreichen Vorkommen von Blei, Kupfer und Silber in Bergbauen ausgebeutet und verhüttet, wofür einerseits die Wasserkraft der Savoureuse zum Betrieb der Kupfermühlen, andererseits Holz aus den großen Wäldern zur Herstellung von Holzkohle gebraucht wurde. Schon sehr früh entwickelte sich Lepuix deshalb zu einer durch den Bergbau und die Industrie geprägten Gemeinde. Im Verlauf des 19. Jahrhunderts traten an die Stelle des Bergbaus neue Industriezweige wie Holzverarbeitung, Papierherstellung und Webereien. Heute ist Lepuix Mitglied des acht Gemeinden umfassenden Gemeindeverbandes Communauté de communes la Haute Savoureuse.

## Sehenswürdigkeiten
Die Kirche Mariä Geburt (Église Notre-Dame de la Nativité) wurde im 18. Jahrhundert erbaut und im 19. Jahrhundert verändert. Sie besitzt eine reiche Ausstattung (siehe: Liste der Monuments historiques in Lepuix), darunter Holz- und Gipsstatuen aus dem 17. Jahrhundert. Die Naturlandschaft mit Wasserfällen, Weihern und Felsen sowie der Aussichtspunkt Ballon d’Alsace (Parc Naturel Régional Ballons des Vosges) gehören zu den Erholungsgebieten der Region.

## Bevölkerung
| Bevölkerungsentwicklung | Bevölkerungsentwicklung |
| Jahr                    | Einwohner               |
| ----------------------- | ----------------------- |
| 1962                    | 1186                    |
| 1968                    | 1142                    |
| 1975                    | 1083                    |
| 1982                    | 1028                    |
| 1990                    | 1059                    |
| 1999                    | 1116                    |
| 2006                    | 1187                    |
| 2017                    | 1154                    |

Mit 1113 Einwohnern (1. Januar 2022) gehört Lepuix zu den kleineren Gemeinden des Départements Territoire de Belfort. Seinen bisherigen Höchststand bezüglich der Einwohnerzahl erreichte Lepuix bereits Mitte der 1860er Jahre, als etwas mehr als 2000 Personen gezählt wurden. Noch im Jahre 1906 hatte Lepuix 1995 Einwohner; danach wurde ein markanter Bevölkerungsrückgang bis 1982 um fast 50 % verzeichnet. Seither wurde wieder ein leicht steigender Trend beobachtet.

## Wirtschaft und Infrastruktur
Lepuix war schon früh ein hauptsächlich durch Gewerbe und Industrie geprägtes Dorf. Heute gibt es verschiedene Betriebe des Klein- und Mittelgewerbes. Zu den wichtigen Branchen zählen dabei die Textilindustrie, die Holzverarbeitung und die Feinmechanik. Ferner sind in Lepuix viele Geschäfte des Einzelhandels für den täglichen Bedarf vorhanden. Mittlerweile hat sich das Dorf auch zu einer Wohngemeinde gewandelt. Viele Erwerbstätige sind deshalb Wegpendler, die in der Agglomeration Belfort ihrer Arbeit nachgehen.
Die Ortschaft ist verkehrstechnisch gut erschlossen. Sie liegt an einer Departementsstraße D465, die von Belfort via Giromagny nach Saint-Maurice-sur-Moselle führt. Der nächste Anschluss an die Autobahn A36 befindet sich in einer Entfernung von ungefähr 16 Kilometern. Eine weitere regionale Straßenverbindung besteht über den Col de Sewen mit Masevaux-Niederbruck.